# 10 000 mètres féminin aux Jeux olympiques d'été de 2020
Pour des articles plus généraux, voir Athlétisme aux Jeux olympiques d'été de 2020 et 10 000 mètres aux Jeux olympiques.
Navigation
Rio 2016 Paris 2024
L'épreuve du 10 000 mètres féminin aux Jeux olympiques de 2020 se déroule le 7 août 2021 au Stade olympique national de Tokyo, au Japon.

## Records
Avant cette compétition, les records dans cette discipline étaient les suivants : 
| Record du monde  | Letesenbet Gidey (ETH) | 29 min 1 s 03  | Hengelo        | 8 juin 2021  |
| Record olympique | Almaz Ayana (ETH)      | 29 min 17 s 45 | Rio de Janeiro | 12 août 2016 |

## Résultats

### Finale
| Rang                                | Athlète                   | Pays             | Temps                | Notes |
| ----------------------------------- | ------------------------- | ---------------- | -------------------- | ----- |
| Médaille d'or, Jeux olympiques      | Sifan Hassan              | Pays-Bas         | 29 min 55 s 32       |       |
| Médaille d'argent, Jeux olympiques  | Kalkidan Gezahegne        | Bahreïn          | 29:56.18             |       |
| Médaille de bronze, Jeux olympiques | Letesenbet Gidey          | Éthiopie         | 30:01.72             |       |
| 4                                   | Hellen Obiri              | Kenya            | 30:24.27             | PB    |
| 5                                   | Francine Niyonsaba        | Burundi          | 30:41.93             | NR    |
| 6                                   | Irene Cheptai             | Kenya            | 30:44.00             | PB    |
| 7                                   | Ririka Hironaka           | Japon            | 31:00.71             | PB    |
| 8                                   | Konstanze Klosterhalfen   | Allemagne        | 31:01.97             |       |
| 9                                   | Eilish McColgan           | Grande-Bretagne  | 31:04.46             |       |
| 10                                  | Emily Sisson              | États-Unis       | 31:04.46             |       |
| 11                                  | Yasemin Can               | Turquie          | 31:10.05             | SB    |
| 12                                  | Karissa Schweizer         | États-Unis       | 31:19.96             |       |
| 13                                  | Alicia Monson             | États-Unis       | 31:21.36             |       |
| 14                                  | Andrea Seccafien          | Canada           | 31:36.36             |       |
| 15                                  | Dolshi Tesfu              | Érythrée         | 31:37.98             |       |
| 16                                  | Sheila Chelangat          | Kenya            | 31:48.23             |       |
| 17                                  | Jessica Judd              | Grande-Bretagne  | 31:56.80             |       |
| 18                                  | Meraf Bahta               | Suède            | 32:10.49 (32:10.483) |       |
| 19                                  | Camille Buscomb           | Nouvelle-Zélande | 32:10.49 (32:10.489) | SB    |
| 20                                  | Dominique Scott           | Afrique du Sud   | 32:14.05             |       |
| 21                                  | Hitomi Niiya              | Japon            | 32:23.87             | SB    |
| 22                                  | Yuka Ando                 | Japon            | 32:40.77             |       |
| 23                                  | Selamawit Teferi          | Israël           | 32:46.46             |       |
| 24                                  | Mercyline Chelangat       | Ouganda          | 33:10.90             |       |
|                                     | Tsigie Gebreselama        | Éthiopie         | DNF                  |       |
|                                     | Karoline Bjerkeli Grøvdal | Norvège          | DNF                  |       |
|                                     | Susan Krumins             | Pays-Bas         | DNF                  |       |
|                                     | Sarah Lahti               | Suède            | DNF                  |       |
|                                     | Tsehay Gemechu            | Éthiopie         | DQ                   |       |

## Légende
Records et Performances
- AR : Record continental (area record)
- CR : Record des championnats (championship record)
- MR : Record du meeting (meet record)
- NR : Record national (national record)
- OR : Record olympique (olympic record)
- PR : Record paralympique (paralympic record)
- PB : Record personnel (personal best)
- SB : Meilleure performance personnelle de la saison (season's best)
- WL : Meilleure performance mondiale de l'année (world leader)
- WJR : Record du monde junior (world junior record)
- WR : Record du monde (world record)

Circonstances et Conditions
- DNF : N'a pas terminé (did not finish)
- DNS : N'a pas pris le départ (did not start)
- DQ : Disqualification (disqualification)
- NM : Aucun essai valable enregistré (No Mark)
- Q : Qualifié « directement » au prochain tour (ou à la prochaine compétition), lors d'une compétition majeure, grâce au classement ou à la réalisation des minima (automatic qualifier)
- q : Qualifié au prochain tour (ou à la prochaine compétition), lors d'une compétition majeure, grâce au repêchage ou à la réalisation de l'une des meilleures performances parmi celles des « non qualifiés directement » (grâce au meilleur temps ou à la meilleure distance par exemple) (secondary qualifier)